# Paroare rougecap
Paroaria gularis
Espèce
Statut de conservation UICN

 LC  : Préoccupation mineure
Le Paroare rougecap (Paroaria gularis) est une espèce de passereaux de la famille des Thraupidae. Elle était auparavant placée dans la famille des Emberizidae.

## Répartition
On le trouve dans les plaines de la Trinité, des Guyanes, Venezuela, Colombie orientale, est de l'Équateur, Pérou oriental, dans le nord et l'est de la Bolivie et le bassin de l'Amazone au Brésil. Au Brésil, il est, à l'exception des populations des plaines relativement ouvertes du nord-est de l'État du Roraima et le long du Rio Branco et de la partie aval du cours du Rio Negro, apparemment largement absent des régions nord de la rive nord de l'Amazone, mais ces régions sont généralement très mal connues et sa présence ne peut être écartée, en particulier dans la section comprise entre le Rio Negro et la partie aval du Rio Jari (la rivière à la frontière entre le Pará et l'Amapá).

## Habitat
C'est un oiseau des marais, mangroves et autres régions semi-ouvertes, à proximité de l'eau. Il est généralement commun et on peut même le trouver dans des habitats humides légèrement boisés des villes comme Manaus et Puerto Maldonado.

## Alimentation
Il se nourrit d'insectes, de riz et de fruits.

## Comportement
On le trouve habituellement en couple ou en groupes familiaux.

## Sous-espèces
Selon la classification de référence du Congrès ornithologique international (version 6.2, 20 avril 2016), cet oiseau est représenté par deux sous-espèces :
- Paroaria gularis cervicalis Sclater,PL 1862 ;
- Paroaria gularis gularis (Linnaeus) 1766 ;

La sous-espèce Paroaria gularis nigrogenis (Lafresnaye, 1846) a été élevée au rang d'espèce.

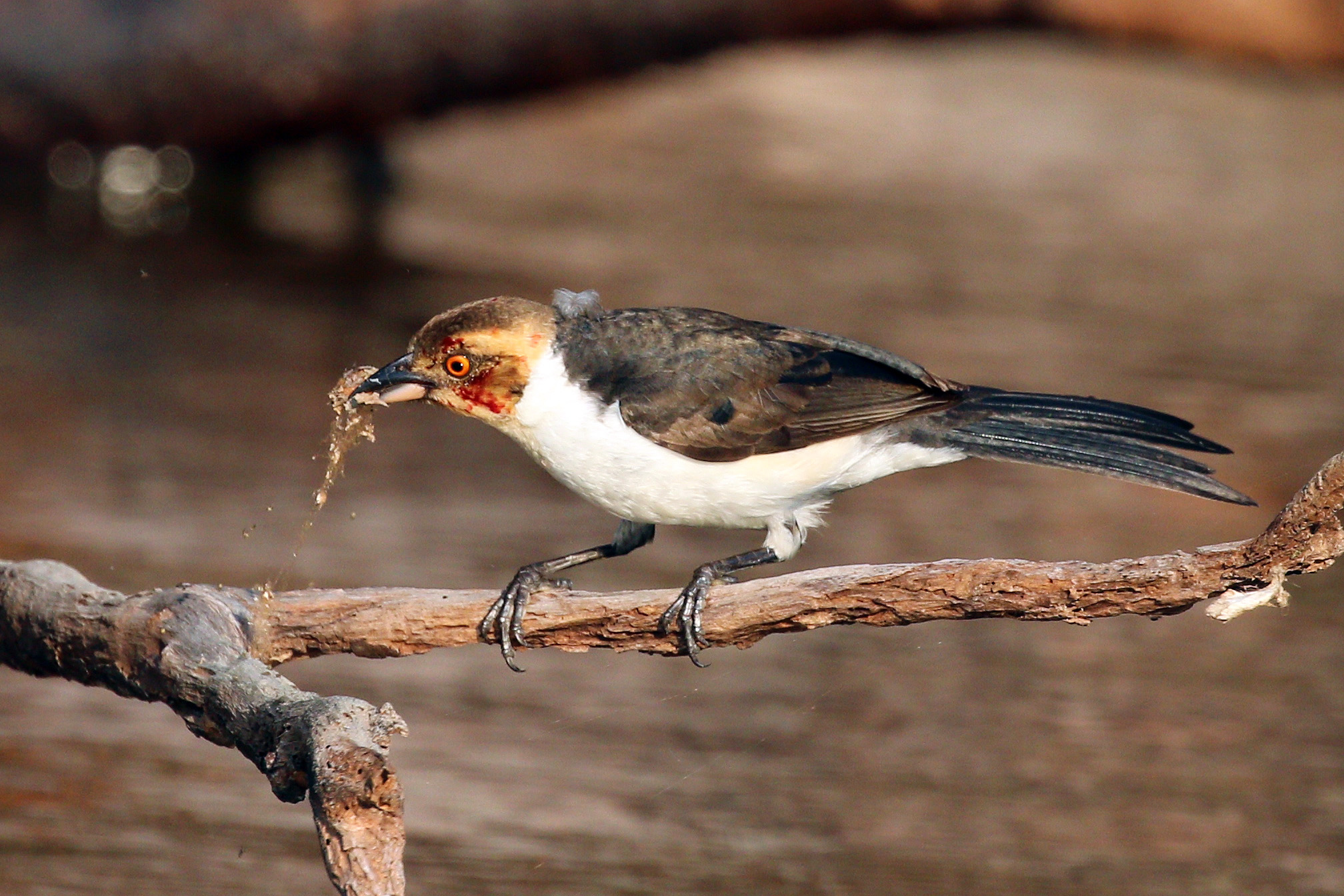
juvénile